# Cesare Caporali
Cesare Caporali (Panicale, 20 giugno 1531 – Castiglione del Lago, 18 dicembre 1601) è stato un poeta italiano.
(Scipione Tolomei, lettera ad Ascanio II, sulla sepoltura del Caporali)

## Biografia

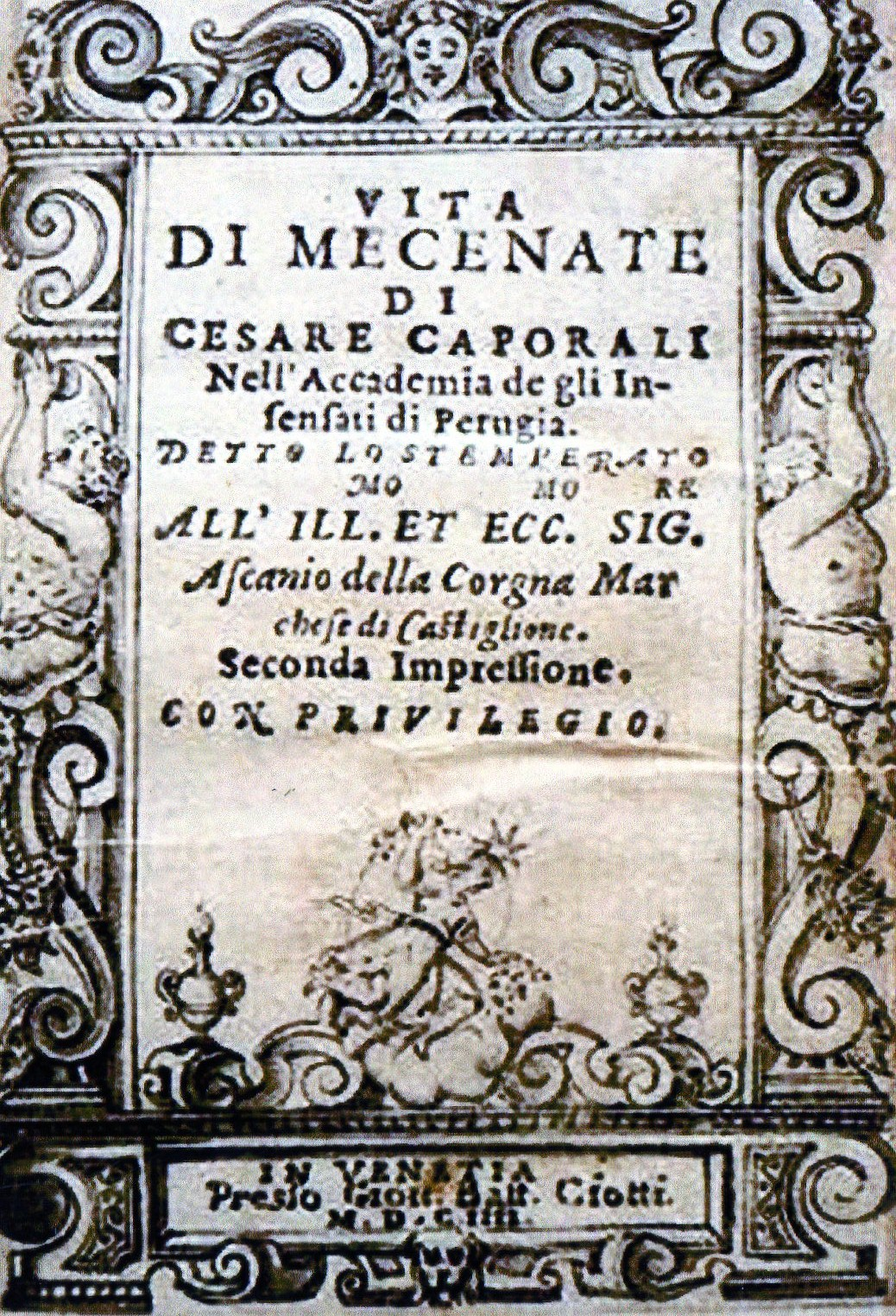
Vita di Mecenate, dedicata ad Ascanio II della Corgna

Nacque il 20 giugno 1531, a Panicale, figlio illegittimo di Camillo, canonico del duomo, di origine vicentina.

### Studi e soggiorno a Roma
Alla morte del padre (14 gennaio 1541), passò, insieme al fratello Africano, sotto la tutela di Caporale di Pier Lorenzo Caporali, suo cugino più anziano, che in breve tempo dissipò «la maggior parte delle facoltà paterne» (come denunciò il nipote Carlo Caporali, suo commentatore). Dopo gli studi classici, intraprese quelli di diritto, ma una grave malattia lo costrinse a interromperli. Morto nel 1557 Caporale Caporali, ottenne l'emancipazione dalla severa tutela.
Entro il maggio 1560 si trasferì a Roma, dove trovò occupazione alla corte del cardinale Fulvio Giulio della Corgna, nipote di papa Giulio III, al servizio del quale già operavano i perugini Francesco Parigioli, Pompeo Graziani e Ciccone Costa d'Assisi. Presso il porporato, persona rigida e irascibile, Cesare rimase cinque anni, sperimentando le umiliazioni subite nel servirlo, che descrisse in alcuni versi.
Nel 1565 compose le Stanze sopra la liberazione di Malta dall'assedio de' Turchi, dedicate al marchese Ascanio I della Corgna.
Poco dopo passò alle dipendenze del cardinale Ferdinando de' Medici (che nel 1587, alla morte del fratello Francesco I, diventerà granduca di Toscana), mecenate assai più illuminato. In questo periodo compose il Viaggio di Parnaso e i due capitoli della Corte.
Nel 1570 a Perugia sposò Giulia, dalla quale avrà tre figli: Camillo, Ottavio e Antimo. Quest'ultimo, dottore in giurisprudenza, sarà nominato dal marchese Ascanio II della Corgna pievano della chiesa di Santa Maria Maddalena di Castiglione del Lago.
Nei primi anni settanta del Cinquecento conobbe a Roma Miguel de Cervantes, che si occupava della segreteria del cardinale Giulio Acquaviva: lo scrittore lo ricordò nelle sue opere e s'ispirò al Viaggio di Parnaso nel suo Viaje de Parnaso. Ebbe contatti professionali pure con Annibal Caro e Torquato Tasso, che lo apprezzò come poeta innovatore.
Intorno al 1580 accompagnò a Perugia, come gentiluomo al seguito, il giovane abate Ottavio Acquaviva, che vi si recava per dedicarsi agli studi giuridici e gli corrispondeva l'ottava parte delle sue rendite. Poco dopo il 1590 fu assunto stabilmente alle dipendenze dell'Acquaviva, che, nominato cardinale da Gregorio XIV nel 1591, lo portò con sé nel suo arcivescovato di Napoli e gli affidò il governo di Atri e di Giulianova in Abruzzo. In questo periodo scrisse una prima redazione della Vita di Mecenate che leggerà al suo ritorno a Perugia nella sede dell'Accademia degli Insensati.

### Poeta di corte presso i della Corgna

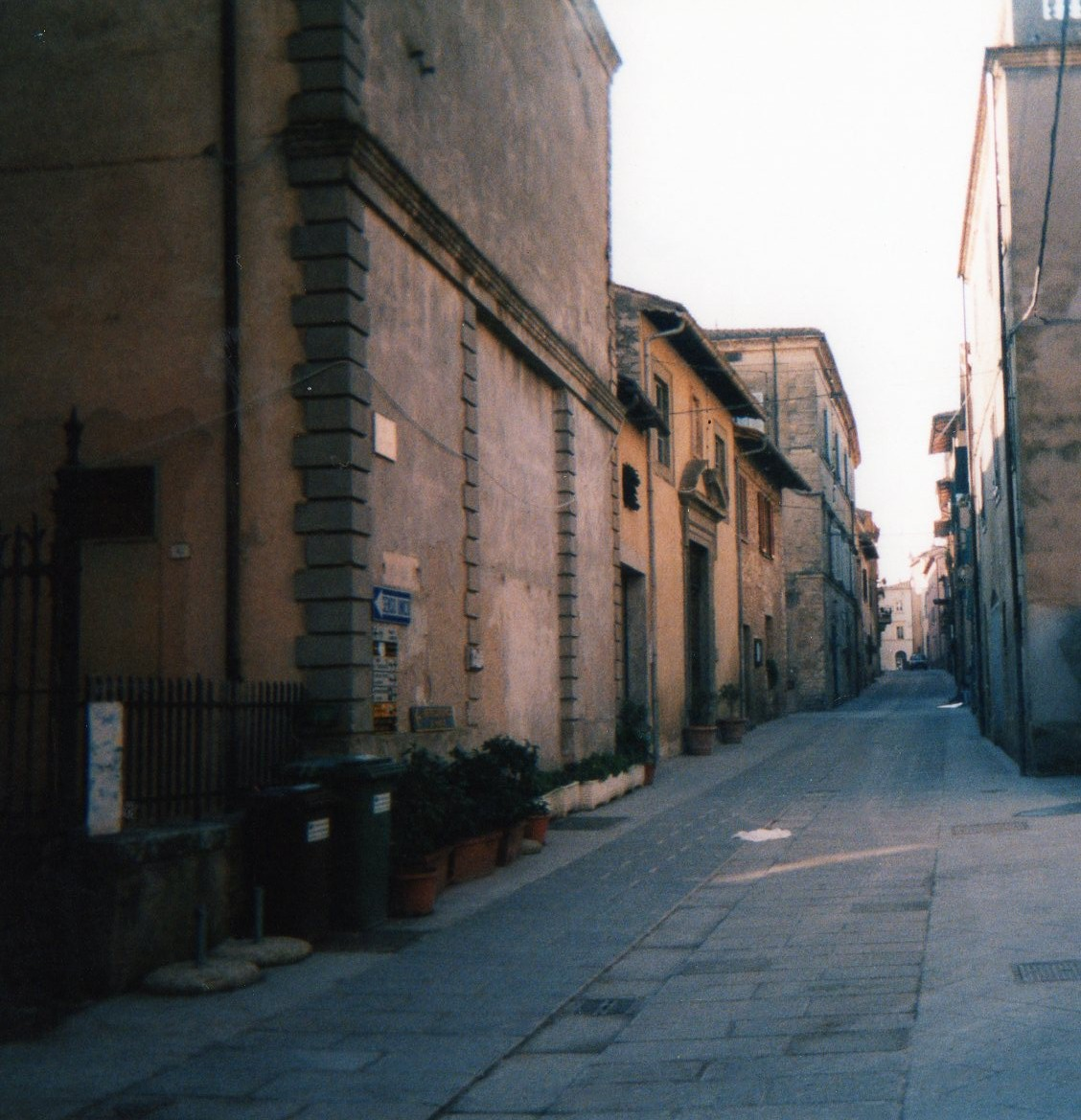
La Cappella del Salvatore a Castiglione del Lago che custodisce le tombe del Caporali e del duca Fulvio Alessandro

Stabilitosi a Perugia e, ormai anziano, ricevette da Scipione Tolomei una lettera in nome del marchese Ascanio II della Corgna (1596-1606), del quale era segretario, contenente un invito a risiedere e svolgere la sua attività nel palazzo di Castiglione del Lago, dove Cesare era già stato ospitato del marchese Ascanio I (alla sua morte aveva scritto per lui una canzone funebre). Il della Corgna lo teneva in grande considerazione e gli assegnò un'ampia sala, come studio, per poter lavorare serenamente. I rapporti col consigliere Scipione Tolomei furono cordiali. La marchesa Francesca Sforza, consorte di Ascanio II, spesso si intratteneva con lui, apprezzandone le qualità e gli scritti. Negli Orti di Mecenate, composti in questi anni, il Caporali descrisse e lodò le bellezze del palazzo e dei suoi splendidi giardini, di cui il labirinto vegetale costituiva la maggiore attrazione. Accademico Insensato, col nome di stemperato, partecipò alle segrete riunioni notturne organizzate nella residenza. Contribuiva, tra l'altro, all'organizzazione dei ricevimenti e all'accoglienza dei nobili invitati, intrattenendoli con letture piacevoli, e collaborò effettivamente nella realizzazione di alcuni affreschi nel palazzo. Il poeta eseguiva con impegno le regole del perfetto cortigiano contenute nel trattato di Baldassarre Castiglione: era sempre pronto, infatti, ad esaudire ogni desiderio del marchese, amabile, tollerante, scrupoloso, signorile ed attento a garantirgli svago e tranquillità, nascondendo le dolenti novità.
Aggravandosi il "mal della pietra" che lo affliggeva da anni, il 18 dicembre 1601, all'età di 70 anni, morì di calcolosi biliare. L'autopsia rivelò un calcolo delle dimensioni di un uovo. Pronunciò l'orazione funebre Claudio Contuli, nella quale si trovano non poche informazioni biografiche.
Il marchese Ascanio II lo fece tumulare nell'oratorio degli Agostiniani. Il duca Fulvio II Alessandro (morto nel 1647) farà poi trasferire la salma nella cappella del Salvatore, presso la chiesa di San Domenico, dove tuttora riposa accanto a lui.
Caporali fu socio dell'Accademia della Borra istituita a Firenze da Alessandro Allegri.

## Le opere
Se si tralasciano rime sparse di modesto significato (stampate per la prima volta nel 1574 a Piacenza), le prime prove poetiche di Cesare Caporali che abbiano qualche peso sono cinque capitoli berneschi: il Curiandolo, i due del Pedante, i due della Corte. Questi ultimi, che narrano l'umiliante esperienza dell'autore al servizio del cardinale della Corgna, ebbero una certa notorietà e ne avvalorarono l'immagine di poeta satirico.
Dovette la sua nomea ai poemetti Viaggio di Parnaso e Avvisi di Parnaso, nei quali rispettivamente criticò l'avarizia dei principi, il pedantismo dei letterati e la letteratura.
Il Viaggio di Parnaso è un componimento in due parti, concepito dopo il 1571 e pubblicato nel 1582.
Ancora nel favoloso regno della poesia il Caporali ambientò gli Avvisi di Parnaso, redatti nello stile dei resoconti di cronaca che i copisti fornivano a pagamento (detti avvisi, appunto).
Il poeta scrisse altre opere, quali le Esequie di Mecenate del 1578, gli Orti di Mecenate del 1599 e l'incompiuto La Corte, pur senza raggiungere l'inventiva dei due lavori principali.
Le Esequie di Mecenate, dedicate a Francesco I de' Medici, si avvicinano poeticamente agli Avvisi.
Dalla polemica anticortigiana di Tasso e Ariosto – e probabilmente dal buon risultato conseguito dalle Esequie – nacque l'idea della Vita di Mecenate (con la tarda appendice degli Orti): il testo più significativo del Caporali, fu editato a Venezia nel 1604 e dedicato ad Ascanio II. Biografia in terzine, ripartita in dieci capitoli, la Vita narra le vicende del terzo triumvirato, soffermandosi in particolare sulla cosiddetta guerra di Perugia fra Ottaviano e Marco Antonio.
Le commedie Lo sciocco, rappresentata a Venezia nel 1604 e nel 1628, e La Ninnetta, pubblicata a Venezia nel 1604 con il suo nome, sono in realtà la Cortigiana e la Talanta di Pietro Aretino, all'epoca all'indice dei libri proibiti, messe in scena più volte sotto uno pseudonimo.

### Testi
- Raccolta d'alcune rime piacevoli, Parma, Heredi di Seth Viotto, 1582 (contiene il Viaggio di Parnaso, le Esequie di Mecenate, e la Corte).
- Rime piacevoli di M. Cesare Caporali da Perugia. Accresciute da altre sue non più stampate et con l'aggionta d'alcune parte burlesche et parte gravi di diversi nobilissimi ingegni, che nella prima impressione di questa opera non si leggono, Parma, Heredi del Viotto, 1584.
- Vita di Mecenate, Seconda impressione, Venezia, G.B. Ciotti, 1604.
- Opere poetiche del Sig. Cesare Caporali con l'aggiunta d'altre non più stampate e con l'Osservazioni di Carlo Caporali, Perugia, Stamperia Camerale appresso Pietro Tomassi, 1642.
- Rime di Cesare Caporali perugino diligentemente corrette, colle osservazioni di Carlo Caporali (In questa nuova edizione si aggiungono molte altre rime inedite dello stesso poeta, e la sua vita), Perugia, Stamperia Augusta di Mario Riginaldi, 1770.
- Cesare Caporali, Gli Orti di Mecenate, prefazione di Angelo Maria Sodini, Castiglione del Lago, Era Nuova, 1998.
- Id., Rime, con prefazione e appendice bibliografica di Gennaro Monti, 2 vol., Carabba, Lanciano 1915-1916.
- Id., Vita di Mecenate secondo la lezione vulgata con le Annotazioni di Carlo Caporali, a cura di Danilo Romei, Banca Dati Telematica "Nuovo Rinascimento", 1996.
- Id., Capitoli. Con le Osservazioni di Carlo Caporali suo nipote. Nuovamente messi in luce per cura di mastro Stoppino filologo maccheronico, s.l., Lulu, 2015 [anche in rete, URL: http://www.nuovorinascimento.org/n-rinasc/testi/pdf/caporali/capitoli.pdf]
- Id., Vita di Mecenate. Edizione critica e commento a cura di Danilo Romei, s.l., Lulu, 2018 [anche in rete, URL: http://www.nuovorinascimento.org/n-rinasc/testi/pdf/caporali/TestoNR.pdf]

### Documenti
- Scipione Tolomei, Lettere, Stamperia Augusta, Perugia 1617.

### Studi
- Vincenzio Cavallucci, Vita di Cesare Caporali, in Rime 1770, pp. 1–35.
- Romeo A. Gallenga Stuart, Cesare Caporali, Perugia, Donini, 1903.
- Abdelkader Salza, recensione a R. A. Gallenga Stuart, cit., in «Giornale storico della letteratura italiana», XLVI (1905), pp. 182–199
- Luigi Firpo, Allegoria e satira in Parnaso, in «Belfagor», I, 6 (15 novembre 1946), pp. 673–699.
- Maria Gabriella Donati-Guerrieri, Lo Stato di Castiglione del Lago e i della Corgna, Perugia, La Grafica, 1972.
- Claudio Mutini, Cesare Caporali, in Dizionario biografico degli italiani, vol. 18, Roma, Istituto dell'Enciclopedia Italiana, 1975. URL consultato l'11 marzo 2019.
- Luciano Festuccia, Castiglione del Lago, Perugia, Cornicchia, 1985.
- Norberto Cacciaglia, "Il viaggio di Parnaso" di Cesare Caporali, Perugia, Guerra Edizioni, 1993.
- Gabriele La Porta, Grandi castelli grandi maghi grandi roghi, Milano, Rizzoli, 1994.
- Guido Lana, La Chiesa di San Domenico in Castiglione del Lago, Nuova Stampa 2000, Castiglione del Lago 1995.
- Walter Corelli, Splendore ed apoteosi di Ascanio della Corgna, Perugia, Era Nuova, 1999.
- Guido Lana, Ascanio I della Corgna ed il suo tempo, Castiglione del Lago, Nuova Stampa, 1999.
- Venerio Cattani, Il Signore del Lago, Castiglione del Lago, ed. Duca Della Corgna, 2004.
- Danilo Romei, Ironia e irrisione, cap. V di Storia letteraria d'Italia, nuova edizione a c. di Armando Balduino, Il Cinquecento, a c. di Giovanni Da Pozzo, Padova, Piccin-Vallardi, 2006, t. III, pp. 1655–1688.
- Filippo Ciri, Verso il Seicento: Cesare Caporali, in Autorità, modelli e antimodelli nella cultura artistica e letteraria tra Riforma e Controriforma. Atti del Seminario internazionale di studi Urbino-Sassocorvaro, 9-11 novembre 2006, a c. di Antonio Corsaro, Harald Hendrix, Paolo Procaccioli, Manziana, Vecchiarelli Editore («Cinquecento», Studi, 22), 2007, pp. 213–224.